# WTA Tour Championships 2009
El Sony Ericsson WTA Tour Championships 2009 se celebró en Doha, Catar desde el 27 de octubre hasta el 1 de noviembre de 2009.
La defensora del título en individuales era la estadounidense Venus Williams, mientras que en la modalidad de dobles defendían campeonato la pareja formada por la zimbabuesa Cara Black y la estadounidense Liezel Huber.

## Individuales

### Jugadoras clasificadas
|                      | Jugadora            | Puntos WTA Race |
| -------------------- | ------------------- | --------------- |
| Bandera de Rusia     | Dinara Sáfina       | 7731            |
|                      | Serena Williams     | 7576            |
| Bandera de Rusia     | Svetlana Kuznetsova | 5772            |
| Bandera de Dinamarca | Caroline Wozniacki  | 5475            |
| Bandera de Rusia     | Elena Dementieva    | 5415            |
| Bandera de Rusia     | Victoria Azarenka   | 4451            |
|                      | Venus Williams      | 4397            |
| Bandera de Serbia    | Jelena Janković     | 3555            |
| Bandera de Rusia     | Vera Zvonareva      | 3550            |
| Bandera de Polonia   | Agnieszka Radwańska | 3340            |

| Jugadoras clasificadas |
| Jugadoras suplentes    |

### Fase de grupos

#### Grupo Blanco

##### Posiciones
| Pos. | Jugadora            | Partidos ganados | Partidos perdidos | Sets  | Juegos  |
| ---- | ------------------- | ---------------- | ----------------- | ----- | ------- |
| 1    | Jelena Janković     | 2                | 1                 | 4 – 2 | 29 – 17 |
| 2    | Caroline Wozniacki  | 2                | 1                 | 4 – 4 | 36 – 38 |
| 3    | Victoria Azarenka   | 1                | 2                 | 3 – 4 | 39 – 36 |
| 4    | Agnieszka Radwańska | 1                | 0                 | 2 – 1 | 17 – 12 |

- Vera Zvonareva reemplaza a Dinara Sáfina.
- Agnieszka Radwańska reemplaza a Vera Zvonareva.

##### Resultados
| Ganadora            | Contrincante       | Resultado          |
| ------------------- | ------------------ | ------------------ |
| Victoria Azarenka   | Jelena Janković    | 6-2, 6-3           |
| Caroline Wozniacki  | Victoria Azarenka  | 1-6, 6-4, 7-5      |
| Jelena Janković     | Dinara Sáfina      | 1-1 ret.           |
| Caroline Wozniacki  | Vera Zvonareva     | 6-0, 6-7(3), 6-4   |
| Jelena Janković     | Caroline Wozniacki | 6-2, 6-2           |
| Agnieszka Radwańska | Victoria Azarenka  | 4-6, 7-5, 4-1 ret. |

#### Grupo Marrón

##### Posiciones
| Pos. | Jugadora            | Partidos ganados | Partidos perdidos | Sets  | Juegos  |
| ---- | ------------------- | ---------------- | ----------------- | ----- | ------- |
| 1    | Serena Williams     | 3                | 0                 | 6 – 1 | 44 – 34 |
| 2    | Venus Williams      | 1                | 2                 | 4 – 5 | 49 – 47 |
| 3    | Svetlana Kuznetsova | 1                | 2                 | 3 – 4 | 36 – 37 |
| 4    | Elena Dementieva    | 1                | 2                 | 2 – 5 | 27 – 38 |

##### Resultados
| Ganadora            | Contrincante        | Resultado        |
| ------------------- | ------------------- | ---------------- |
| Elena Dementieva    | Venus Williams      | 6-3, 6-7(6), 6-2 |
| Serena Williams     | Svetlana Kuznetsova | 7-6(6), 7-5      |
| Serena Williams     | Venus Williams      | 5-7, 6-4, 7-6(4) |
| Serena Williams     | Elena Dementieva    | 6-2, 6-4         |
| Venus Williams      | Svetlana Kuznetsova | 6-2, 6-7(3), 6-4 |
| Svetlana Kuznetsova | Elena Dementieva    | 6-3, 6-2         |

### Fase final
|  | Semifinales | Semifinales        | Semifinales | Semifinales    | Semifinales |    |   | Final           | Final | Final | Final | Final |  |
|  |             |                    |             |                |             |    |   |                 |       |       |       |       |  |
|  |             |                    |             |                |             |    |   |                 |       |       |       |       |  |
|  | 2           | Serena Williams    | 6           | 0              |             |    |   |                 |       |       |       |       |  |
|  | 2           | Serena Williams    | 6           | 0              |             |    |   |                 |       |       |       |       |  |
|  | 4           | Caroline Wozniacki | 4           | 1              | r           |    |   |                 |       |       |       |       |  |
|  | 4           | Caroline Wozniacki | 4           | 1              | r           |    | 2 | Serena Williams | 6     | 7     |       |       |  |
|  |             |                    |             |                |             |    | 2 | Serena Williams | 6     | 7     |       |       |  |
|  |             |                    | 7           | Venus Williams | 2           | 64 |   |                 |       |       |       |       |  |
|  | 7           | Venus Williams     | 7           | Venus Williams | 2           | 64 | 5 | 6               | 6     |       |       |       |  |
|  | 7           | Venus Williams     |             |                |             |    | 5 | 6               | 6     |       |       |       |  |
|  | 8           | Jelena Janković    | 7           | 3              | 4           |    |   |                 |       |       |       |       |  |
|  | 8           | Jelena Janković    | 7           | 3              | 4           |    |   |                 |       |       |       |       |  |
|  |             |                    |             |                |             |    |   |                 |       |       |       |       |  |

## Dobles

### Parejas clasificadas
|                      | Pareja                                 |                      | Puntos WTA Race |
| -------------------- | -------------------------------------- | -------------------- | --------------- |
| Bandera de Zimbabue  | Cara Black / Liezel Huber              |                      | 9100            |
|                      | Serena Williams / Venus Williams       |                      | 6750            |
| Bandera de España    | Nuria Llagostera / María José Martínez | Bandera de España    | 6396            |
| Bandera de Australia | Rennae Stubbs / Samantha Stosur        | Bandera de Australia | 5048            |

| Parejas clasificadas |